# Opus incertum

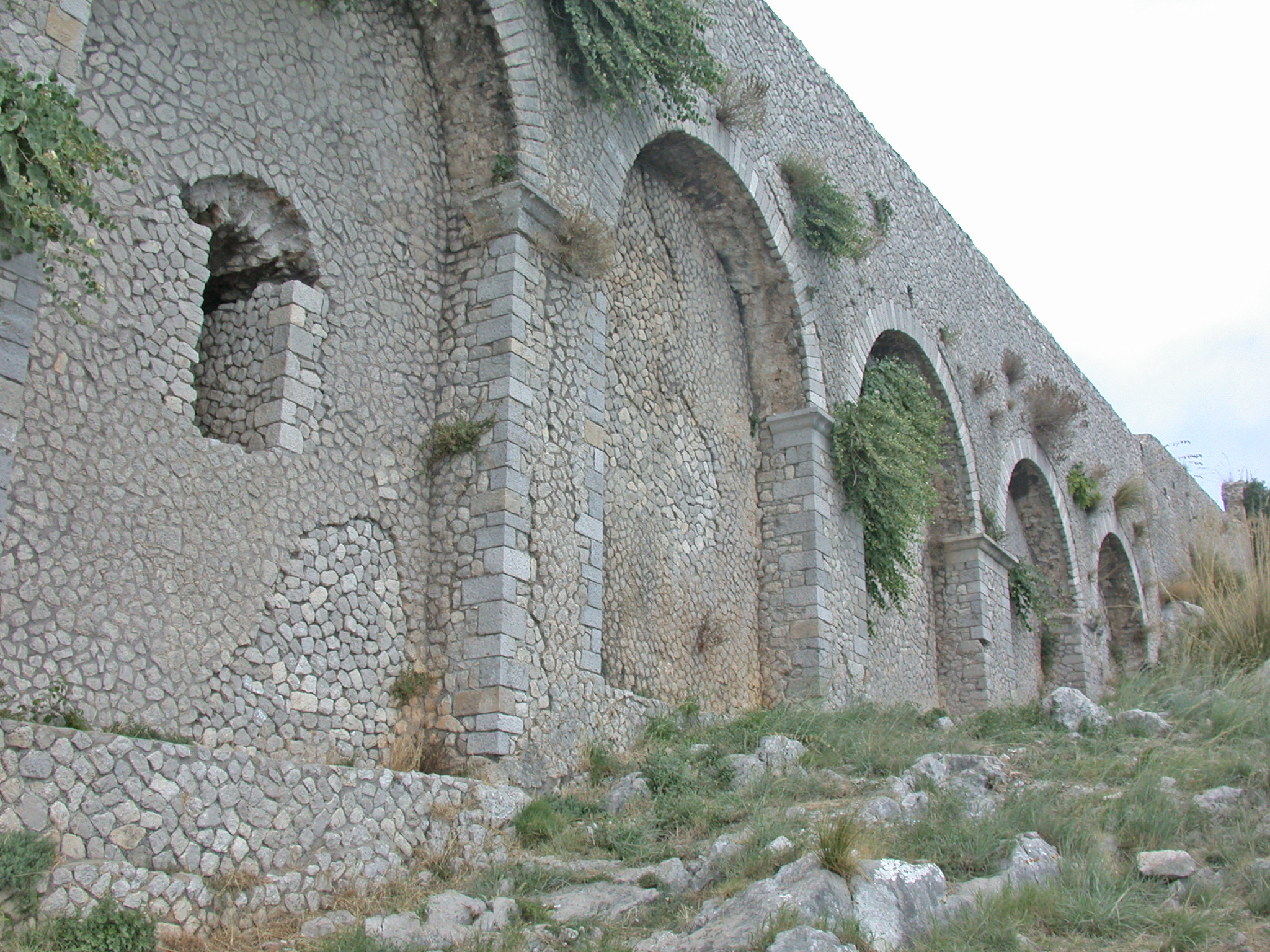
Capas del opus incertum en el flanco oriental de la terraza del santuario de Júpiter Ànxur en Terracina, en Lacio.

Opus incertum (en latín, literalmente, 'obra irregular') era una antigua técnica constructiva romana que usaba sillares cortados de forma irregular, colocados aleatoriamente dentro de un muro de opus caementicium.
En Roma y en los alrededores fue utilizada sobre todo desde el comienzo del siglo II a. C. hasta poco tiempo después de mediados del siglo I a. C., pero se puede encontrar también en épocas posteriores en construcciones privadas de poco voladizo y para hacer terrazas. Esta técnica se fue sustituyendo por el opus reticulatum.
Inicialmente consistía en una disposición más esmerada sobre el menaje del muro de los caementa (fragmentos de roca, gravas y guijarros mezclados con el mortero del cemento romano), puestos de tal manera que su superficie visible fuera cuanto más plana mejor. Más adelante la técnica se fue desarrollando y se tendió a nivelar la superficie del muro, reducir la capa de cemento entre las rocas y elegir piedras de forma y dimensiones más regulares e, incluso, a allanar la superficie que quedaba a la vista.
Cuando la forma de las piedras se regulariza porque se asemejan entre sí y se disminuye al máximo la capa de cemento interpuesto, se suele hablar de opus reticulatum cuasi.